# أحمد مريود
أحمد مريود، سياسي في عهد إمارة شرق الأردن، وهو من قبيلة المهداوي التي قبضت على زعامة البلقاء لمدة تزيد عن 500 عام، وكان آخر امراءها الأمير جودة المهداوي، وبعد انتهاءها وتشتتها نتيجة لغدر العشائر بالاتفاق مع الحكومة التركية، لجأوا إلى منطقة الكورة في الأردن مع أبناء عمومته والذي كان من ضمنهم الأمير ظاهر المهداوي والأمير عثمان المهداوي (جد عشائر السلوم المهداوي). بعد حدوث مذبحة في بلدة تبنة أدى إلى لجوءهم إلى جباتا الخشب في الجولان مع أبناء عمومتهم عشيرة السلوم المهداوي، وبعد احتلال الجولان نزحوا إلى بلدة القنيطرة في سوريا الحالية. 
والده الشيخ موسى مريود كان على علم غزير بشؤون العرب، تخرج من مكتب عنبر منارة العلم ومستقر الفكر بدمشق واستزاد من أمهات الكتب الهامة التي كانت مكتبته تحويها.

## حياته
أسهم بتأسيس الجمعية العربية الفتاة والتي توسعت فيما بعد لتصبح حزب الاستقلال العربي الذي ضم نخبة الرجالات في سورية والأقطار العربية. قام أحمد مريود برفع العلم العربي على بلدية دمشق في 1918 عند إعلان استقلال سورية عن الدولة العثمانية وفي هذه الأثناء كانت فرنسا وبريطانيا قد بدأتا بتقاسم سوريا الطبيعية والعراق بتفعيل اتفاقية سايكس بيكو.
جهزت القوات الفرنسية قواتها للدخول إلى دمشق وذلك في 1919 لكن قوات الشهيد أحمد مريود صدتها في معركة مرجعيون وكبدتها الخسائر الكبيرة ولم تفلح القوات الفرنسية من الدخول إلى دمشق. عاودت القوات الفرنسية 1920 محاولتها لاحتلال دمشق (عقب الإنذار الشهير لغورو) وذلك عبر ميسلون والذي تصدت لها القوات العربية السورية ببسالة بقيادة البطل يوسف العظمة وزير الحربية السوري، في معركة غير متكافئة من حيث العدد والعدة.
بعد الاحتلال الفرنسي لسورية انتقل أحمد مريود إلى شرق الأردن وقاتلت قواته الفرنسيين، هذا الأمر الذي أزعجهم كثيراً فحكموا عليه بالإعدام، وطالبوا الإنكليز الذين كانوا متواجدين في الأردن بتسليمه إليهم، فأرسلت القوات الإنكليزية قوة كبيرة جاءت من فلسطين للقبض عليه، ولكن الهياج الشعبي في عمان عن سماع نبأ محاولة اعتقال أحمد مريود إضافة إلى وجود قوات المجاهدين كبيرة التي بإمرته (حوالي 350 خيال) وألفين من المشاة حالت دون ذلك.
بعد ذلك انتقل أحمد مريود إلى معان ومن ثم إلى الحجاز فالعراق، وقد أدرك أحمد مريود أهمية الحرب السياسية الإعلامية إضافة للحرب العسكرية وعبر عدد من كبار الرجالات السوريين في القاهرة (مثل خير الدين الزركلي وأسعد داغر، وغيرهم) وأسسوا مكتب الاستعلامات السوري الذي كان بمثابه الناطق الإعلامي للثورة ينقل أخبارها أولا بأول ويزود الصحف والوكالات بآخر المستجدات. كما كان على تنسيق تام ودائم مع القيادات الوطنية في الداخل كسلطان باشا الأطرش والشيخ صالح العلي وإبراهيم هنانو والشيخ محمد الاشمر، ويحضّر وإياهم لقيام الثورة السورية الكبرى 1925.
عند قيام الثورة السورية الكبرى 1925 شاركت قواته فيها موزعة على دمشق والغوطة والجولان وشاركوا في كل المعارك، وبدأ يخطط للعودة لما لعودته من أثر كبير. دفع ورفع معنويات المجاهدين وبالفعل عاد إلى جباتا الخشب مرورا بجبل العرب حيث التقى هناك بسلطان الاطرش والقيادات المتواجدة في السويداء ثم انتقل إلى الغوطة ودمشق واصطحب معه خيرة القيادات من أمثال الأمير عز الدين الجزائري وثوار بيت العسلي. وصلت أنباء عودته إلى جباتا الخشب إلى الفرنسيين فاتخذوا خطتهم على الفور بالقضاء عليه وعلى قواته لأن في ذلك إنهاء للثورة، وبالفعل وبينما كانت قيادات الثورة في جباتا الخشب مع أحمد مريود تحضر لإشعال الثورة من جديد لم تمهلهم القوات الفرنسية الوقت فأرسلت طائراتها وجنودها في قوات كبيرة إلى جباتا الخشب صبيحة 31/5/1926 وقامت بوحشية كبيرة طائراتها بقصف جباتا الخشب وتحركت دباباتها مشاركة بالقصف واستمرت المعركة لساعات طوال من ذاك اليوم، مما أدى إلى استشهاد الشهيد أحمد مريود وعدد من القيادات الوطنية في سورية أمثال مجاهدي بيت العسلي إضافة إلى واحد وأربعين شهيدا وشهيدة من آل مريود.
لم يكتف المستعمر الفرنسي باستشهاد أحمد مريود بل أخذوا جثمانه إلى ساحة المرجة وسط دمشق لعرضه أمام الناس ليرهبهم، ولكن دمشق قامت رجالا ونساءً بنثر الزهور والورود وأبت دمشق إلا أن يكون أحمد مريود ضيفها الدائم ودفنته في مقبرة الدقاقة في قبر عاتكة.